# Bardüttingdorf
Bardüttingdorf ist ein südwestlicher Ortsteil von Spenge im ostwestfälischen Kreis Herford. 
Bardüttingdorf ist der zweitkleinste Ortsteil von Spenge und hatte 2012 rund 1189 Einwohner. Der TuS Bardüttingdorf Wallenbrück (TuSBaWA) ist in den Ortsteilen Bardüttingdorf und Wallenbrück beheimatet.

## Geschichte
Baringdorf wurde 1151 als Bernincthorpe und Düttingdorf 1252 als Duttincthorpe erstmals schriftlich erwähnt. Beide Bauerschaften gehörten vom Mittelalter bis zur Franzosenzeit zur Vogtei Enger im Amt Sparrenberg der Grafschaft Ravensberg. In Schriften aus dem 18. Jahrhundert wurden sie als eine gemeinsame Bauerschaft Baar- und Düttingdorf bezeichnet. Beide Orte gehörten von 1807 bis 1810 zum Kanton Enger im Distrikt Bielefeld des Königreichs Westphalen. Mit der Annexion großer Teile Norddeutschlands durch Napoleon Bonaparte fielen 1811 beide Bauerschaften an Frankreich und gehörten dort bis 1813 zur Mairie (Bürgermeisterei) Wallenbrück im Kanton Werther des Departements der Oberen Ems. Die beiden Bauerschaften kamen 1816 zum Kreis Bünde und 1832 zum Kreis Herford, wo sie eine Gemeinde im Amt Spenge bildeten, für die sich der Name Bardüttingdorf einbürgerte. Am 1. Januar 1969 wurde Bardüttingdorf durch das Herford-Gesetz nach Spenge eingemeindet.